# Ян Інгенгаус
Йога́ннес (Ян) Інгенга́ус (Інгенго́ус) (нід. Johannes (Jan) Ingenhousz або Ingen-Housz, 8 грудня 1730 — 7 вересня 1799) — нідерландський фізіолог, біолог і хімік. Відомий своїм вивченням фотосинтезу, показавши, що світло має важливе значення для процесу, за допомогою якого зелені рослини поглинають вуглекислий газ і виділяють кисень. Він також виявив, що рослини, як і тварини, мають клітинне дихання. У свій час був відомий завдяки успішно проведеному щепленню членів родини Габсбургів у Відні проти віспи 1768 року і згодом став приватним радником і особистим лікарем Австрійської імператриці Марії Терезії.

## Раннє життя
Ян народився в патриціанській аристократичній сім'ї Інгенгаус. З 16 років вивчав медицину в університеті Левена, отримавши 1753 року ступінь доктора. Навчався два роки в університеті Лейдена, де був присутній на лекціях Пітера Ван Мушенбрука, який викликав в Яна інтерес до електрики. 1755 року він повернувся додому в Бреду, де почав загальну медичну практику.

## Робота з віспою
Після смерті батька в липні 1764 Ян відправився в подорож Європою для навчання, починаючи зі Сполученого Королівства, де він хотів дізнатися найостанніші технології щеплення проти віспи. Через Джона Прінгла, який був другом сім'ї, він швидко набув багато цінних контактів у Лондоні й швидко став фахівцем з щеплення. 1767 року він успішно щепив 700 селян для боротьби з епідемією в Гартфордширі. 1768 року імператриця Марія-Терезія читала лист Прінгла про успіх у боротьбі з віспою в Сполученому Королівстві, тоді як у Габсбурзькій монархії медична еліта була категорично проти щеплень. Вона вирішила спершу влаштувати своїй сім'ї щеплення (після смерті її двоюрідного брата) і попросила допомоги британського королівського дому. За рекомендацією Прінгла був обраний Ян, який одразу поїхав в Австрію. Він планував щепити царську сім'ю шляхом проколювання голкою і ниткою, що були покриті віріонами віспи, взятих з гною зараженої людини. Ідея щеплення була в тому, щоб дати трохи віріонів здоровій людині, після чого тіло самостійно розвине імунітет від віспи. Щеплення вдалося, і він став придворним лікарем Марії Терезії, оселившись у Відні, де 1775 року одружився з Агатою Марією Жако.

## Робота з фотосинтезом
У 1770-х роках Інгенгаус зацікавився газовим обміном рослин. Він зробив це після зустрічі з ученим Джозефом Прістлі (1733—1804) у своєму домі в Йоркширі 23 травня 1771 року. Прістлі виявив, що рослини поглинають гази, а 1779 року Інгенгаус виявив, що в присутності світла рослини виділяють бульбашки зеленими частинами, тоді як у тіні цей процес припиняється. Він ідентифікував газ, як кисень. Інгенгаус також виявив, що в темряві рослини виділяють вуглекислий газ, і зрозумів, що кількість кисню, яка виділяється на світлі, більша, ніж кількість вуглекислого газу, що виділяється в темряві. Це свідчить про те, що певна маса рослин залежить від повітря, а не тільки від води й поживних речовин у ґрунті.

## Інші роботи
На додаток до своєї роботи в Нідерландах і Відні Інгенгаус провів час у Франції, Сполученому Королівстві, Швейцарії та інших місцях. Він проводив дослідження в галузях електрики, тепла, хімії, часто листувався з Бенджаміном Франкліном і Генрі Кавендішем. 1785 року він описав нерегулярні рухи вугільного пилу на поверхні спирту, ставши першовідкривачем Броунівського руху. 1769 року Інгенгаус був обраний Побратимом Королівського товариства в Лондоні.

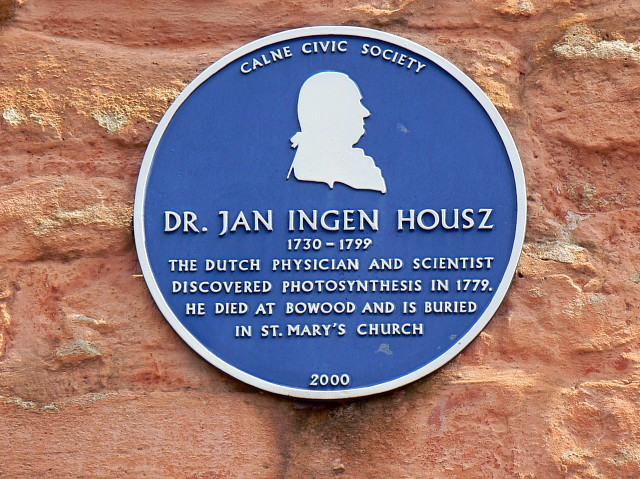
Синя дошка, Черч-Стріт, Калн

Помер учений 1799 року в Кані (Сполучене Королівство) і був похований на подвір'ї церкви Святої Діви Марії. Його дружина померла роком пізніше.

## Подальше читання
- Norman and Elaine Beale, Echoes of Ingen Housz. The long lost story of the genius who rescued the Habsburgs from smallpox and became the father of photosynthesis. 630 pages, with a foreword by David Bellamy, Hobnob Press, July 2011, ISBN 1-906978-14-X.
- Geerdt Magiels, From sunlight to insight. Jan IngenHousz, the discovery of photosynthesis & science in the light of ecology. VUB Press, 2009, ISBN 978-90-5487-645-8.
- Beaudreau, Sherry Ann; Finger Stanley (2006). Medical electricity and madness in the 18th century: the legacies of Benjamin Franklin and Jan Ingenhousz. Perspect. Biol. Med. United States. 49 (3): 330—45. doi:10.1353/pbm.2006.0036. ISSN 0031-5982. PMID 16960304.
- Smit, P. (1980). Jan Ingen-Housz (1730–1799): some new evidence about his life and work. Janus. Netherlands. 67 (1–2–3): 125—39. ISSN 0021-4264. PMID 11610754.